# Yamaha RD500LC
La RD500LC est un modèle de moto sportive de la gamme du constructeur japonais Yamaha.

## Histoire
La RD 500 LC est présentée au salon de Paris en 1983. Elle est le fruit du travail des ingénieurs Hashimoto, Suzuki et Yayama. Elle est inspirée de la YZR500 OW61 de Kenny Roberts et est dotée d'un moteur à deux temps à quatre cylindres en V à 50° à double embiellage.

## Technologie

### Moteur
C'est un moteur V4 composé de deux vilebrequins indépendants.
Les deux cylindres du bas ont une admission par clapets dans le bas du carter et quatre transferts, tandis que pour ceux du haut, l'admission se fait directement dans le cylindre et compte cinq transferts. Par conséquent, le réglage de la carburation doit être différent entre les cylindres. Les quatre cylindres sont équipés de clapets à l'admission et de valves à l'échappement YPVS. Le système d'alimentation par distributeur rotatif de la machine de compétition est abandonné au profit de clapets.
La boîte de vitesses est à cassette, ce qui facilite la maintenance du moteur.

### Partie-cycle
Le prototype présenté à Paris utilisait un cadre en aluminium, qui sera remplacé par de l'acier sur les modèles entrant en production, pour des raisons de coûts.
La fourche téléhydraulique est équipée d'un système anti-plongée. L'amortisseur arrière est logé sous la moto pour une question de compacité.
En 1985, Sonauto et Michelin équipent une RDLC 500 de pneus radiaux pour tester ceux-ci sur route.

## Série limitée
En 1985, une série limitée à cinquante exemplaires « Sarron Replica », aux couleurs de l'équipe Sonauto, voit le jour.
Cette machine a également été commercialisée sous le nom de « RZ 500 » au Canada, en Australie et Nouvelle-Zélande.